# Rund um Berlin 1960
Rund um Berlin 1960 war die 54. Austragung des ältesten deutschen Eintagesrennens Rund um Berlin. Es fand am 4. September über 202,2 Kilometer statt.

## Rennverlauf
Wie im Vorjahr war Rund um Berlin Bestandteil des Rennkalenders der Union Cycliste International (UCI). Der Präsident des Deutschen Radsport-Verbandes der DDR Werner Scharch gab zum Start des Rennens bekannt, dass Rund um Berlin auch für 1961 vom Termin-Kalenderkongress der UCI in den Rennkalender der Amateure aufgenommen worden war. Rund 100 Radrennfahrer aus sechs Ländern (Belgien, Niederlande, Großbritannien, Dänemark, Österreich und der DDR) stellten sich dem Starter in der damaligen Stalinallee. Vor Beginn des Rennens gab es eine Gedenkminute für den kurz zuvor im Mannschaftszeitfahren bei den Olympischen Sommerspielen gestorbenen Dänen Knud Enemark Jensen.
Bereits nach sechs Kilometern ereigneten sich mehrere Stürze auf der regennassen Straße, in deren Folge unter anderem Ole Pingel aus Dänemark, Manfred Brüning und Hans Scheibner wenig später das Rennen aufgaben. Bei Kilometer 120 setzten sich der Belgier Noppe und der Wismut-Fahrer Selbmann ab, beide wurden nach Reifenschaden des Belgiers aber wieder eingeholt. Bei Kilometer 145 initiierte Noppe einen neuen Vorstoß, dem Martin Giese folgte, der aber später nicht mehr folgen konnte. Michel Noppe führte das Rennen bis 25 Kilometer vor dem Ziel mit einem Vorsprung von fast zwei Minuten an. Klaus Ampler stieg dem Führenden allein hinterher und erreichte ihn rund 12 Kilometer vor dem Ziel. Den Zielsprint gewann Ampler knapp. Bester Fahrer aus Österreich wurde Arnold Ruiner auf dem 9. Platz. Die dänischen und britischen Fahrer schieden alle aus.

## Ergebnis
|     | Fahrer           | Verein/Land                  | Zeit (h)       |
| --- | ---------------- | ---------------------------- | -------------- |
| 01. | Klaus Ampler     | SC Wissenschaft DHfK Leipzig | 5:05:35        |
| 02. | Michel Noppe     | Belgien                      | gl. Zeit       |
| 03. | Jörg Grunzig     | SC Dynamo Berlin             | + 0:20 Minuten |
| 04. | Klaus Kellermann | ASK Vorwärts Leipzig         | gl. Zeit       |
| 05. | Cees Lute        | Niederlande                  | + 0:30 Minuten |
| 06. | Lothar Appler    | SC Dynamo Berlin             | gl. Zeit       |
| 0 … |                  |                              |                |